# Aleurolobus selangorensis
Aleurolobus selangorensis là một loài côn trùng cánh nửa trong họ Aleyrodidae, phân họ Aleyrodinae.
Aleurolobus selangorensis được Corbett miêu tả khoa học đầu tiên năm 1935.